# 戈氏蟾魚
戈氏蟾魚（学名：Batrachoides goldmani），為輻鰭魚綱蟾魚目蟾魚科的其中一種，分布於中美洲的墨西哥及瓜地馬拉的淡水流域，體長可達21.6公分，為底棲性魚類。